# Breutelia azorica
Breutelia azorica là một loài rêu trong họ Bartramiaceae. Loài này được Mitt. Cardot mô tả khoa học đầu tiên năm 1897.